# Teknaf (underdistrikt)
Teknaf är ett underdistrikt i Bangladesh. Det ligger i den sydöstra delen av landet, 400 km sydost om huvudstaden Dhaka.
Omgivningarna runt Teknaf är en mosaik av jordbruksmark och naturlig växtlighet.